# Prófugos
Prófugos (Spaans voor Voortvluchtigen) is een Chileense televisieserie geproduceerd voor HBO Latijns-Amerika. Het eerste seizoen telde dertien afleveringen. De serie werd in 2011 uitgezonden op HBO en wordt in Vlaanderen vanaf 14 mei 2013 uitgezonden op Acht. Het tweede seizoen werd in 2013 uitgezonden.

## Verhaal
Vier Chilenen - drie criminelen en één dubieuze undercoveragent - worden ingehuurd om een lading vloeibare cocaïne te vervoeren, bottelen en verhandelen van Bolivia naar Chili. Het avontuur, dat zich afspeelt met Chileense vergezichten als achtergrond, gaat uiteindelijk mis. De vier moeten vluchten nadat de transactie mis gaat en al snel blijkt dat er veel meer aan de hand is dan enkel een mislukte drugsdeal. Óscar Salamanca's dochter wordt ontvoerd, Mario Moreno's zwangere vriendin wordt vermoord en undercoveragent Álvaro Parraguez schiet tijdens de mislukte deal een van zijn eigen collega's dood. De vier gaan op de vlucht voor de geëigende en geïnfiltreerde autoriteiten en de maffia, niet wetende wie ze nog kunnen vertrouwen.

## Rolverdeling

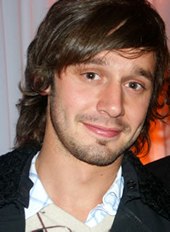
Benjamín Vicuña als Álvaro 'Tegui' Parraguez

- Néstor Cantillana als Vicente Ferragut
- Francisco Reyes als Óscar Salamanca
- Benjamín Vicuña als Álvaro 'Tegui' Parraguez
- Luis Gnecco als Mario Moreno
- Marcelo Alonso als Marcos Oliva
- Camila Hirane als Irma Salamanca
- Aline Küppenheim als Ximena Carbonell
- Luis Dubó als Cacho Aguilera
- Blanca Lewin als Laura Ferragut
- Victor Montero als Detective Ruiz
- Claudia Di Girólamo als Kika Ferragut
- César Caillet als Fabián Salgado
- Amparo Noguera als La Roja
- Alejandro Goic als El Buitre
- Paulina Urrutia als Adriana Bascuñán
- Alfredo Castro als Freddy Ferragut